# Mir (estació espacial)
Mir (rus: Мир, que significa «món» i «pau») fou una estació espacial soviètica i posteriorment russa. Va ser la primera estació espacial d'investigació habitada de forma permanent de la història. A través de nombroses col·laboracions, va ser accessible a astronautes internacionals. La Mir va ser muntada en òrbita en connectar de forma successiva diferents mòduls, cadascun llançat de manera separada des del 19 de febrer de 1986 fins a l'any 1996. Estava situada en una òrbita terrestre mitjana entre els 300 i 400 quilòmetres de la superfície terrestre, orbitant completament la terra en dos dies. Va ser destruïda de forma controlada el 23 de març de 2001, i les restes es van precipitar sobre l'oceà Pacífic.

## Història
La Mir es va basar en la sèrie Saliut d'estacions espacials llançades amb anterioritat per la Unió Soviètica. Principalment va ser posada en servei per les naus tripulades Soiuz i els llançadors Progress. Inicialment es va preveure que fos la destinació de vols de la llançadora espacial Buran (programa que va ser abandonat posteriorment). Els EUA havia planejat construir l'estació espacial Freedom de forma homòloga a la Mir, però retallades en el pressupost de la NASA van fer enrere el projecte. Passats els anys, al final de la Guerra freda, el programa Shuttle-Mir va combinar les capacitats de l'estació Mir i les llançadores dels EUA; la Mir en òrbita proporcionava un laboratori científic ampli i habitable. Les llançadores espacials visitants servien de mitjà de transport de persones i subministraments, així com ampliacions temporals de les zones de treball i habitatge, creant la major nau espacial de la història, amb una massa combinada de 250 tones. Les visites de les llançadores americanes van emprar un collaret d'atracament modificat, dissenyat originalment per a la llançadora soviètica Buran.
La vida útil de l'estació russa va acabar el 23 de març de 2001, quan la Mir va tornar a entrar a l'atmosfera de la Terra prop de Nadi (illes Fiji) i es va submergir al sud de l'Oceà Pacífic. Prop de la fi de la seva vida van existir plans d'inversors privats per comprar la Mir, possiblement per a usar-la com el primer estudi de cinema o televisió en òrbita, però es va considerar que l'estació era massa inestable per a ser usada durant més temps. Part de la comunitat espacial pensava que era possible salvar una mica de la Mir i que a causa dels alts costos de col·locar material en òrbita, llançar-la a l'atmosfera era perdre una oportunitat.

## Mòduls de la Mir
L'estació espacial Mir va ser construïda connectant diversos mòduls, cadascun d'ells situats en òrbita de manera separada. El mòdul principal de la Mir (llançat en 1986) hostatjava les estances d'habitatge i el control de l'estació. Kvant I (1987) i Kvant II (1989) contenien els instruments científics i les dutxes de la tripulació, Kristall (1990) va estendre les possibilitats científiques de la Mir. Spektr (1995) va servir d'habitatge i espai de treball per als astronautes americans. Priroda (1996) dirigia el sensor remot de la Terra. El mòdul d'atracament (1996) servia de punt d'ancoratge segur i estable per a la llançadora espacial.
La Mir habitualment allotjava tres membres d'una tripulació, encara que de vegades allotjava sis tripulants durant més d'un mes. Excepte per dos curts períodes, la Mir va ser habitada de forma continuada fins a l'agost de 1999. Abans, durant i després del programa Shuttle-Mir, l'estació era atesa i proveïda de material per les càpsules tripulades Soiuz i els llançadors Progress.

### Noms dels mòduls
En rus, mir té dos significats: «món» i «pau». Kvant significa «quàntum» (corpuscle), un nom derivat de la utilitat donada al mòdul com a lloc d'investigació en astrofísica per a la mesura d'espectres electromagnètics i emissions de raigs X. Kristall (kristal·l) significa «cristall» i la finalitat principal del mòdul era desenvolupar tecnologies de producció biològica i de materials en entorns espacials. Spektr significa «espectre», anomenat així pels seus sensors atmosfèrics. Priroda significa «natura». Soiuz significa «unió»; la nau va ser anomenada així per l'URSS (Sovetski Soiuz significa «Unió Soviètica») i també perquè la nau era una unió de tres mòduls més petits.

## Cooperació internacional
Al juny de 1992, el president dels EUA George H. W. Bush i el president rus Borís Ieltsin es van mostrar d'acord a unir esforços per a l'exploració espacial; un astronauta americà embarcaria en la Mir, i dos cosmonautes russos ho farien en la llançadora espacial americana. El setembre del 1993 el vicepresident americà Al Gore i el primer ministre rus Víktor Txernomirdin van anunciar els plans per a una nova estació espacial, la qual s'anomenaria posteriorment Estació Espacial Internacional o ISS (acrònim anglès d'International Space Station). Es van mostrar d'acord que en preparació d'aquest nou projecte, els EUA haurien d'involucrar-se en el projecte Mir, sota el nom en codi Fase U (la ISS seria la Fase Dos). Les llançadores espacials s'encarregarien del transport de persones i subministraments a la Mir i a canvi els astronautes americans viurien a la Mir diversos mesos. D'aquesta manera EUA podrien aprendre i compartir l'experiència russa dels viatges de llarga durada en l'espai.
A començaments de març de 1995 set astronautes americans van passar de forma consecutiva 28 mesos en la Mir. Durant la seva estada en l'estació espacial hi va haver diversos moments difícils degut a emergències greus. El 23 de febrer de 1997 es va produir un gran incendi a bord i el 25 de juny d'aquest mateix any es va produir una col·lisió amb una nau de càrrega no tripulada Progress. En ambdues ocasions es va evitar l'evacuació completa de la Mir (sempre existia una nau d'escapament Soiuz per a retornar a la terra) per un estret marge. El segon accident va deixar un forat en el mòdul Spektr, el qual va haver de ser segellat i separat de la resta de l'estació. Es van necessitar diversos passeigs espacials per restablir de forma completa l'energia de l'estació (un dels passeigs espacials va ser dintre del mòdul Spektr el qual estava sense aire a causa del forat que es va produir amb el xoc de la Progress).
La cooperació entre Rússia i els EUA va estar lluny de ser fàcil. Discussions, falta de coordinació, problemes de llenguatge, diferents punts de vista de les responsabilitats dels altres i interessos contraposats van causar molts inconvenients. Després dels accidents el Congrés americà i la NASA van considerar que els EUA havien d'abandonar el programa degut la falta de seguretat dels astronautes; no obstant això l'administrador de la NASA Daniel S. Goldin va decidir continuar amb el programa. Al juny de 1998, l'últim astronauta americà de la Mir, Andy Thomas, va deixar l'estació a bord de la llançadora Discovery.
L'estació espacial Mir es va planejar en origen perquè fos seguida d'una Mir 2, i alguns elements d'aquest projecte, inclòs el mòdul principal (ara anomenat Zvezda), el qual estava retolat com a Mir 2 durant algun temps en fàbrica, formen part integral de l'Estació Espacial Internacional.